# Kataeb Hezbollah
Kataeb Hezbollah (àrab: كتائب حزب الله, Katāʾib Ḥizb Allāh, ‘Brigades del Partit de Déu’), també conegut com el Hesbol·là iraquià, és un grup paramilitar xiïta iraquià. Va ser un grup actiu durant la Guerra Civil iraquiana de 2011. Durant la intervenció militar contra l'Estat Islàmic, Kataeb Hezbollah va lluitar a l'Iraq conjuntament amb les forces aliades de la Coalició Internacional.

## Història
La milícia va ser fundada en 2003 per Abu Mahdi al-Muhandis, sobrenom de Jamal Jafaar Mohammed Ali Ebrahimi, per tal de lluitar contra les tropes nord-americanes desplegades al país durant la Segona Guerra del Golf. Els seus fundadors pertanyien al moviment polític Organització Badr.
El 15 de juny de 2014, Kataeb Hezbollah es va unir a altres milícies per formar les Forces de Mobilització Popular, tot i que mantenint-hi certa autonomia. El seu objectiu en aquell moment era vèncer a l'Estat Islàmic en els territoris que havia ocupat a l'Iraq.
Malgrat centrar-se en Iraq, Kataeb Hezbollah també ha fet incursions a Síria per recolzar el bàndol del president Bashar Al Assad contra Estat Islàmic. En aquest país s'han coordinat amb altres forces estrangeres com el Hezbol·là libanès, i han estat recolzats per Iran i Rússia.